# غارة جيمسون
غارة جيمسون وقعت في (29 كانون الأول / ديسمبر 1895 - 2 كانون الثاني / يناير 1896) وهي غارة فاشلة ضد جمهورية جنوب أفريقيا (المعروفة باسم الترانسفال) قام بها رجل الاستعمار البريطاني ليندر ستار جميسون .
وصل التوتر ذروته في عام 1895 حين حاول رئيس الوزراء مستعمرة الكاب، سيسل جون رودس، استغلال مظالم اليوتلاندرز من أجل ضم جمهورية الترانسفال. وخططت مجموعة من اليوتلاندرز في ويتواترزراند عرفت باسم لجنة الإصلاح للقيام بانتفاضة في جوهانسبرغ، مصدر الذهب، وقد سميت هذه الغارة بـ «غارة جيمسون» على اسم قائدها ليندر ستار جيمسون من بتسوانالاند المجاورة. كان من المقرر أن تقوم مجموعة مسلحة من شرطة شركة رودس البريطانية بجنوب إفريقيا بدعم الثورة، وقد تم هذا التخطيط بكامل علم وإذن سكرتير المستعمرات البريطانية جوزيف تشمبرلين، إلا أن انتفاضة اليوتلاندرز هذه لم تتم، إذ إن جيمسون الذي غزا الجمهورية على الرغم من هذه النكسة، هُزم وقبضت عليه سلطات الترانسفال . فأنهى ذلك حياة رودس السياسية، وغُض الطرف عن دور تشمبرلين في تلك المسألة.

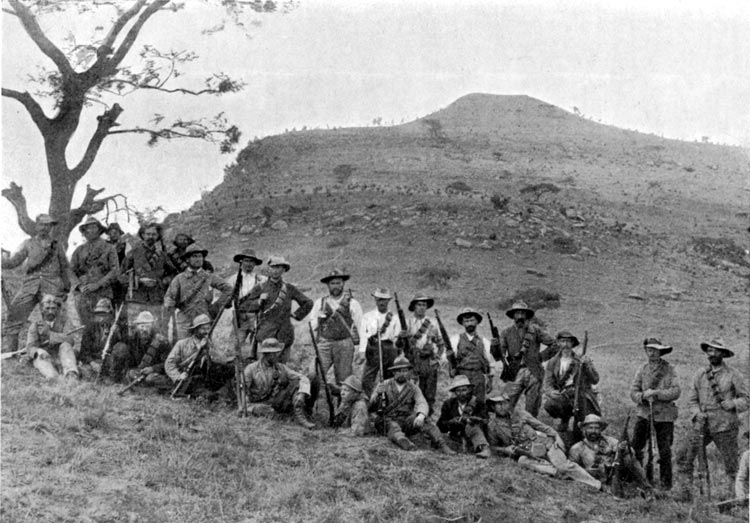
البويريين في صورة جماعية

أدت غارة جيمسون إلى زيادة التوتر بين البريطانيين والجمهورية، وسط ازدياد أعداد المهاجرين الأجانب ومطالبتهم بحقوقهم السياسية والاجتماعية والاقتصادية، وقد ساندتهم السلطات البريطانية في ذلك، كما بدأت، في ذلك الوقت، الأطماع البريطانية في الظهور، بأمل السيطرة على مصادر الثروة من الذهب والألماس، تزايدت رغبة القيادات السياسية البريطانية في احتلال الدولتين تحقيقاً لأهداف، أهمها: التزام بريطانيا بحماية مصالح رعاياها من المستوطنين في جنوب أفريقيا، ومنع البوير من الاستحواذ على الإقليم لصالح هولندا مما يضعف ويضر بسمعة الإمبراطورية البريطانية، هذا بجانب ما لا ترغب فيه بريطانيا ولا يتوافق مع سياساتها في معاملة البوير السيئة للأفارقة السود.مما جعل من الصعب على الدولتين البويريتين الاحتفاظ باستقلالهما، ومن ثم، لاحت نذر الحرب في الأفق، إلى تحالف عسكري دولتي الترانسفال بقيادة بول كروجر ودولة البرتقال الحرة بقيادة مارتينوس استين ضد بريطانيا في العام 1897، وتزامن ذلك مع سعي الدولتين الحثيث لجلب الأسلحة الحديثة من أوروبا، شملت أحدث البنادق وقطع المدفعية، كما عززت غارة جيمسون أيضًا موقف القوى المحافظة في الأوساط السياسية في الجمهورية. نتيجة لذلك حقق كروجر نصرًا في الانتخابات الرئاسية في عام 1898م. منذ ذلك الحين لم يعد كروجر، يثق في الحكومة البريطانية، وبصفة خاصة في جوزيف تشمبرلين، وأصبح من الصعب على كلا الطرفين حل خلافاتهما بالتفاوض.
حفز فشل غارة جيمسون البريطانيين على تجديد محاولاتهم للسيطرة على الجمهورية. وفي مايو 1897م بعث تشمبرلين باللورد ألفريد ميلنر إلى جنوب إفريقيا مفوضًا ساميًا. كان مفتاح التدخل البريطاني في الجمهورية هو ما يسمى بمسألة اليوتلاندرز، التي عزم كل من تشمبرلين وميلنر على استغلالها إلى أقصى حد. أمل الاثنان على إحداث تغيير في الحكومة الجمهورية، حكومة تكون في صالح البريطانيين، وتقبل نوعًا من الاتحاد الفيدرالي مع الترانسفال ـ كان يساعدها على ذلك مجموعة من مواطني جنوب إفريقيا موالية للبريطانيين تسمي نفسها عصبة جنوب إفريقيا.
نظر تشمبرلين إلى التدخل في الجمهورية على أنه زيادة في الضغط على حكومتهم، ولكن ميلنر كان يفضل إجراءات أقوى. واعتمادًا على المعلومات والمطالب التي رفعتها عصبة جنوب إفريقيا، استخدم ميلنر مسألة اليوتلاندرز لإقناع تشمبرلين والرأي العام البريطاني أن اليوتلاندرز هم رعايا بريطانيون مضطهدون. وعرض صورة لهم، وهم يعانون من حكومة رجعية قمعية لا تعترف لهم بأي حقوق. ودعمت مقاومة كروجر للتدخل البريطاني ورفضه وتغيير قانون حق الاقتراع وجهة النظر هذه.